# Bethpage State Park Golf Courses
De Bethpage State Park Golf Courses is een golfcomplex in de Verenigde Staten en bevindt zich in de Bethpage State Park, een nationale park in Farmingdale, New York. Het golfcomplex beschikt over vijf 18-holes golfbanen.

## Golfbanen
Het golfcomplex beschikt over vijf 18-holes en de informaties van de vijf golfbanen worden weergegeven in de onderstaande tabel.
| Baan          | Jaar | Architect        | Par | Lengte (m) | CR   | SR  | Info                                          | Refs        |
| ------------- | ---- | ---------------- | --- | ---------- | ---- | --- | --------------------------------------------- | ----------- |
| Red Course    | 1935 | A.W. Tillinghast | 70  | 6178       | 73,0 | 127 | De oudste golfbaan                            | [ 2 ] [ 3 ] |
| Blue Course   | 1935 | A.W. Tillinghast | 72  | 6070       | 71,0 | 124 | Enige golfbaan met een par van 72             | [ 2 ] [ 3 ] |
| Black Course  | 1936 | A.W. Tillinghast | 71  | 6656       | 76,0 | 148 | Langste baan en de hoogste moeilijkheidsgraad | [ 2 ] [ 3 ] |
| Green Course  | 1936 | Devereaux Emmet  | 71  | 5832       | 70,0 | 126 | A.W. Tillinghast renoveerde de golfbaan       | [ 2 ] [ 3 ] |
| Yellow Course | 1958 | Alfred H. Tull   | 71  | 5783       | 69,9 | 119 | Kortste golfbaan                              | [ 2 ] [ 3 ] |

## Golftoernooien
Het eerste major dat het complex ontving was het US Open waar Tiger Woods won, in 2002. In 2009 keerde het US Open terug naar het complex en die editie werd gewonnen Lucas Glover. Beide golftoernooien werden gespeeld op de "Black Course".
- US Open: 2002 & 2009[1][4]
- PGA Championship: 2019
- Ryder Cup: 2025